# چمپیونشیپ ۱۸–۲۰۱۷
چمپیونشیپ ۱۸–۲۰۱۷ (که به دلایل مالی اسکای بت چمپیونشیپ نام‌گذاری شده است) دومین فصل مسابقات چمپیونشیپ با نام کنونی‌اش، و بیست‌وششمین دورهٔ بازی‌های این لیگ بود.

## تغییرات تیم‌ها
اطلاعات تیم‌های زیر برای فصل ۱۷–۲۰۱۶ ذکر شده‌است.

### به چمپیونشیپ
صعود از لیگ یک
- شفیلد یونایتد
- بولتون واندررز
- میلوال

سقوط از لیگ برتر
- هال سیتی
- میدلزبرو
- ساندرلند

### از چمپیونشیپ
سقوط به لیگ یک
- بلکبرن روورز
- ویگان اتلتیک
- روترهام یونایتد

صعود به لیگ برتر
- نیوکاسل یونایتد
- برایتون
- هادرزفیلد تاون

## گلزنان برتر
| رتبه | بازیکن           | باشگاه              | گل‌ها |
| ---- | ---------------- | ------------------- | ---- |
| ۱    | ماتیش ویدرا      | دربی کانتی          | ۲۱   |
| ۲    | لوئیس گرابان     | ساندرلند/استون ویلا | ۲۰   |
| ۳    | بابی دکودووا     | بریستول سیتی        | ۱۹   |
| ۳    | لئون کلارک       | شفیلد یونایتد       | ۱۹   |
| ۵    | دیگو ژوتا        | ولورهمپتون واندررز  | ۱۷   |
| ۶    | مارتین واگهورن   | ایپسویچ تاون        | ۱۶   |
| ۷    | رایان سسنیون     | فولام               | ۱۵   |
| ۷    | بیرت آسومبالونگا | میدلزبرو            | ۱۵   |
| ۹    | جیمز مدیسون      | نوریچ سیتی          | ۱۴   |
| ۹    | آلبرت آدوما      | استون ویلا          | ۱۴   |
| ۹    | جارود بوون       | هال سیتی            | ۱۴   |